# John Andersson (konsthantverkare)
John Edvin Andersson, född 1 januari 1900 i Tjörröd i Väsby församling i Malmöhus län, död där 22 februari 1969, var en svensk keramiker.
Andersson anställdes som drejare vid Andersson & Johansson 1913, och blev konstnärlig ledare vid företaget 1924. Under 1920-talet skapade han en rad konstgodsprodukter som fick en mycket personlig prägel. Från 1940-talet arbetade han främst med unikt stengods, som på 1950-talet fick en något friare karaktär. Till H55-utställningen formgav han serien Old Höganäs, en servis i högbränt lergods glaserat i brunt, guld, blått eller grönt. De flesta av hans miniatyrföremål som producerades drejades av Gunnar Borg.
Andersson finns representerad vid bland annat Nationalmuseum och Helsingborgs museum.